# Jeanne-Sophie de Vignerot du Plessis
Jeanne-Sophie de Vignerot du Plessis, également connue sous le nom de Septimanie d’Egmont, est une noble  et une salonnière française née le 1er mars 1740 et morte le 14 octobre 1773.

## Biographie
Fille de Louis-François-Armand de Vignerot du Plessis de Richelieu et d'Élisabeth-Sophie de Lorraine, Jeanne-Louise-Armande-Élisabeth-Sophie-Septimanie grandit avec sa tante, dans un couvent avant d'être mariée en 1755 à Casimir Pignatelli, prince de Gavre, comte d'Egmont et de Braine, duc de Bisaccia.
Elle reçoit dans son salon les célébrités littéraires de l'époque comme Voltaire et Rousseau et forme le centre de l'opposition à Madame du Barry. Sa proximité avec l'ambassadeur de Suède lui permet de faire la connaissance du futur Gustave III durant son séjour à Paris en 1771 et avec lequel elle continuera à correspondre durant son règne. On lui attribue une influence sur la tournure libérale du début du règne du roi Gustave III.

### Postérité littéraire
Sophie Gay a publié un roman intitulé la Comtesse d’Egmont  en 1836, Jules Janin de même en 1855, dont Septimanie d’Egmont est l’héroïne. Le Chapitre 10 du volume 2 des Souvenirs de la Marquise de Créquy de 1710 à 1803 lui est aussi consacré.

## Sources
- Marie-Célestine-Amélie de Ségur, comtesse d'Armaillé, La comtesse d'Egmont, fille du maréchal de Richelieu (1740-1773), d'après ses lettres inédites à Gustave III, Perrin et Cie, 1890 ;
- Jean-Claude Hauc, « Septimanie d'Egmont, princesse républicaine » dans Trois femmes des Lumières, Les Éditions de Paris, 2010.
- Roger Haution, La comtesse Septimanie d’Egmont et J.-J. R. — Bulletin de la Société archéologique, historique et scientifique de Soissons, 1980-1984, 125-129.